# First Things
First Things là một tập san tôn giáo đại kết và bảo thủ với mục tiêu thúc đẩy một "nền triết học công chúng hiểu biết tôn giáo cho việc sắp xếp xã hội". Đây là một tạp chí liên hệ phái và liên tôn giáo, đại diện cho một truyền thống trí thức rộng lớn của Kitô giáo và Do Thái giáo phê phán xã hội đương đại.
Được xuất bản bởi Institute on Religion and Public Life (Viện Tôn giáo và Đời sống Công chúng) có trụ sở tại Thành phố New York, First Things được phát hành hàng tháng, ngoại trừ các kỳ nhị nguyệt san của tháng 6/tháng 7 và tháng 8/tháng 9.